# La Isla Bonita (альбом)
La Isla Bonita — двенадцатый студийный альбом американской инди-рок группы Deerhoof из Сан-Франциско (штат Калифорния). Он был выпущен 4 ноября 2014 года на лейбле Polyvinyl Record Co..
Трек «Exit Only» был выпущен в качестве первого сингла с альбома 20 августа 2014 года. 10 сентября 2014 года Deerhoof поделились вторым треком «Paradise Girls». Группа отправилась в тур в поддержку альбома в ноябре 2014 года.

## История
Запись альбома началась с того, что Deerhoof попытались написать трек, похожий на их концертный кавер на песню Ramones «Pinhead», в результате чего получился трек «Exit Only». Демо-треки записывались в течение недели в доме гитариста Эда Родригеса в Орегоне и были отправлены Нику Сильвестру, который в итоге и спродюсировал альбом. В альбоме использован широкий спектр влияний, включая Radiohead, The Flaming Lips, Лу Рида, Sonic Youth, Бека, The Roots, Рика Окасека, Дэвида Бирна, Джанет Джексон и Мадонну, а название альбома является отсылкой к песне Мадонны «La Isla Bonita».

## Отзывы
| Совокупная оценка | Совокупная оценка |
| Источник          | Оценка            |
| ----------------- | ----------------- |
| Metacritic        | 77/100            |
| Оценки критиков   |                   |
| Источник          | Оценка            |
| AllMusic          | [ 8 ]             |

La Isla Bonita получил положительные отзывы от музыкальных критиков. На сайте Metacritic, который присваивает рецензиям критиков нормализованный рейтинг из 100 баллов, альбом получил средний балл 77, что означает «в целом положительные отзывы», на основе 27 рецензий. AllMusic критик Хизер Фарес оценил альбом как «ещё один прекрасный пример того, как группа меняет курс почти на каждом альбоме» и написала: «они смогли так хорошо и так долго придать своему звучанию разные, но целостные оттенки, что это действительно замечательно».

## Список композиций
1. «Paradise Girls» — 3:35
2. «Mirror Monster» — 2:39
3. «Doom» — 3:20
4. «Last Fad» — 3:03
5. «Tiny Bubbles» — 3:28
6. «Exit Only» — 2:45
7. «Big House Waltz» — 3:27
8. «God 2» — 1:43
9. «Black Pitch» — 3:24
10. «Oh Bummer» — 4:25